# General Guido
General Guido es la ciudad cabecera del partido de General Guido, provincia de Buenos Aires, Argentina.

## Ubicación
Se encuentra en el km 249 de la Autovía 2.

## Población
Cuenta con 1291 habitantes (Indec, 2010), lo que representa un incremento del 12,3% frente a los 1149 habitantes (Indec, 2001) del censo anterior.
| Gráfica de evolución demográfica de General Guido entre 1980 y 2010 |
|                                                                     |
| Fuentes: INDEC                                                      |

## Fiestas
- Fiesta Provincial del Modelito: Se realiza en el mes de noviembre, consta de destrezas gauchescas, shows, artesanías, elección de Reina y sus princesas, sorteos, y muchas cosas más. Es una fiesta muy popular en la localidad.

- Fortín Tomas Guido: Este evento re realiza en el mes de septiembre y en el mismo se puede apreciar destrezas gauchescas, baile popular con bandas invitadas, elección de la Reina y sus princesas, artesanías. Esta fiesta es muy destacada en la localidad.

- Carnavales Guidenses: Este se realiza los dos últimos fines de semana de enero. Consta de la presentación de las comparsas "Ara-Berá" y "Copalex". A su vez, también se hace el desfile popular con la presentación de las instituciones locales, Reinas y princesas del evento y de fiestas zonales, participación de carrozas y máscaras. También se presentan bandas de diversos géneros. Hay puestos de comida, artesanía, entretenimiento, de venta de nieve, etc. Es el evento más popular de la localidad.

- Aniversario de Gral. Guido: Es el 28 de marzo, pero normalmente se acomoda la fecha a una que sea accesible para toda la población, y la de ciudades vecinas. El 28 se realiza el Tedeum en la Iglesia de la localidad, luego sigue el acto del aniversario. También hace un desfile en la que participan las instituciones locales, las Comparsas, el Modelito y el Fortín. También consta de un show que se realiza atrás del Museo "Del vecino" en cual se presentan artistas populares de diversos géneros de la localidad y famosos también. Este show se cierra con un espectáculo de fuegos artificiales y la bailanta popular.

## Instituciones
- Escuela Primaria N.º1 "Domingo Faustino Sarmiento".
- Escuela Primaria N.º16."Rafael Obligado"
- Escuela Secundaria N.º1. "Julio Argentino Roca"
- Escuela Primaria N.º15 "Paula Albarracín"
- Escuela Primaria N.º9.
- Iglesia.
- Municipalidad.
- Sala de primeros auxilios.
- Cuartel de bomberos policía.
- Comisaría.
- Comisaría de la Mujer
- Polideportivo "Manuel Lopez Osornio"
- Museo "Del Vecino".
- C.R.C. (Centro Recreativo Cultura)
- Club Deportivo.
- Hogar de ancianos.
- Centro de jubilados y pensionados.
- Biblioteca Municipal.
- Jardín Maternal Municipal
- Banco Provincia.
- Juzgado de faltas
- Anses - Arba - Ioma - Pami
- Registro de las Personas
- Juzgado de Paz